# Plomberg-Tunnel
Der Plomberg-Tunnel ist ein kurzer und nicht mehr befahrener Bahntunnel der 1957 eingestellten Salzkammergut-Lokalbahn von Salzburg nach Bad Ischl. Er befindet sich in Oberösterreich am Mondsee im Gemeindegebiet von St. Lorenz.

## Streckenintegration
Der Plomberg Tunnel befindet sich zwischen der ehemaligen Haltestelle Plomberg (Streckenkilometer 32,7) und dem Scharflinger Tunnel. Zwischen dem Tunnel und der Haltestelle Plomberg wurde eine Strecke von ungefähr 660 Meter zurückgelegt. Die Distanz zwischen dem Plomberg Tunnel und dem Scharflinger Tunnel belief sich auf ungefähr 1,3 km.

## Geschichte
Der Plombergtunnel liegt zwischen den St. Lorenzer Ortsteilen Scharfling und Plomberg. Er wurde 1891 eröffnet und hat eine Länge von lediglich 28 Metern. An beiden Seiten existierte eine Steinschlaggalerie von jeweils 23 Meter Länge, von denen eine noch erhalten ist. Die Bahntrasse, nach Einstellung des Bahnbetriebs 1957 zum Teil für den Ausbau der Mondsee Straße weggesprengt, verlief erhöht über dem zum Mondsee hin steil abfallenden Gelände. Die noch erhaltene Tunnelröhre liegt heute 20 Meter über dem Niveau der Bundesstraße und ist daher nicht zugänglich.
Am 11. August 1894 abends entgleisten im Tunnel (Richtung St. Lorenz) eine Lokomotive (Nr. 10) und ein Güterwagen. Das Zugpersonal trug Verletzungen davon, ausgenommen der Lokführer, der rechtzeitig abspringen konnte. Ursache dürfte überhöhte Geschwindigkeit gewesen sein; der Schaden an den Fahrzeugen betrug etwa 3000 Gulden. Die Strecke konnte nach ca. zwei Stunden wieder durchgehend befahren werden.
Am 4. Februar 1935 stürzte eine beim Tunnel gelegene Stützmauer ein und verlegte die Gleise für etwa zwei Stunden. Ein nach Bad Ischl fahrender Zug wurde rechtzeitig angehalten und reversierte nach St. Lorenz.

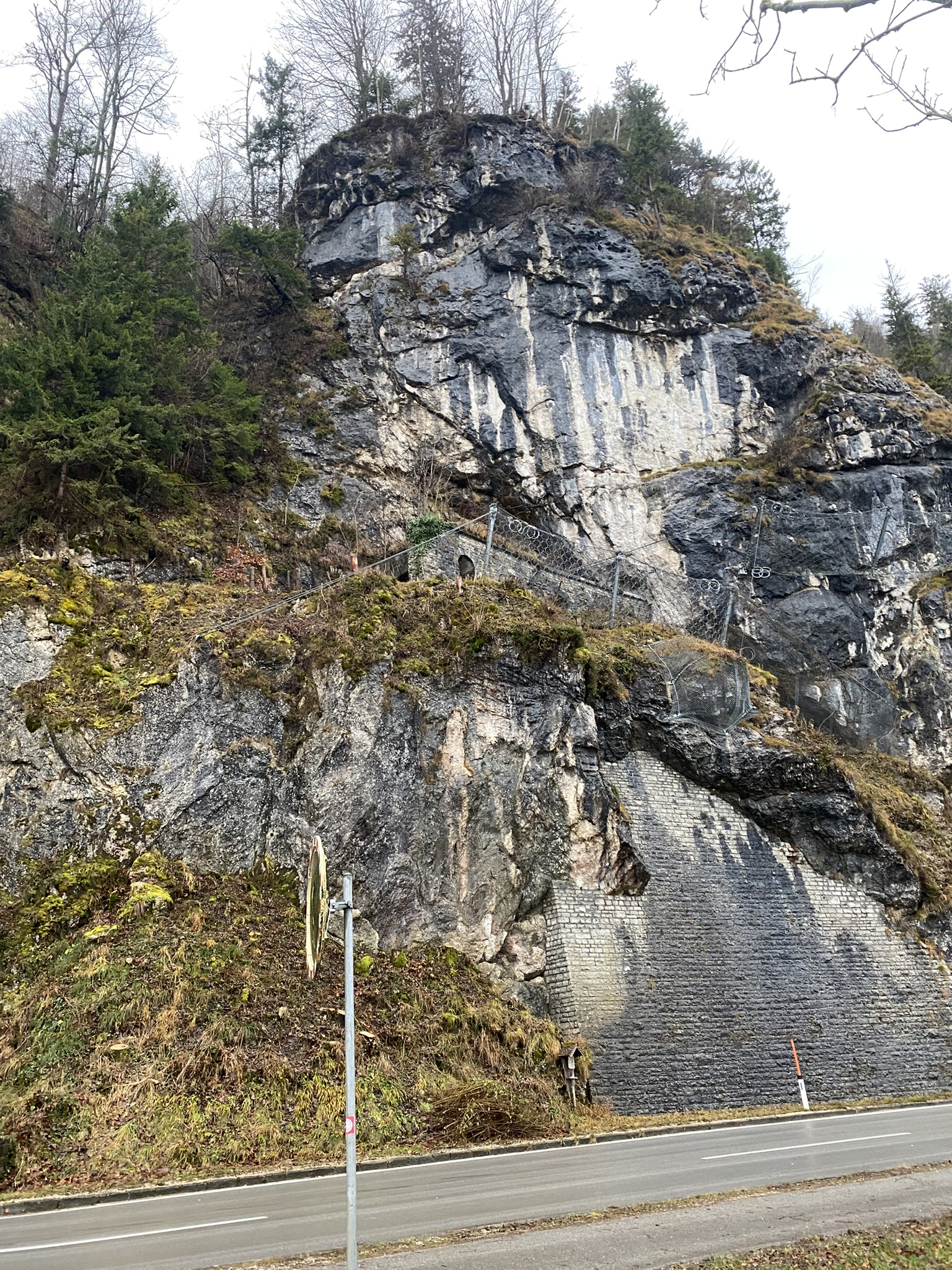
Plomberg-Tunnel Steinschlaggalerie, 2024
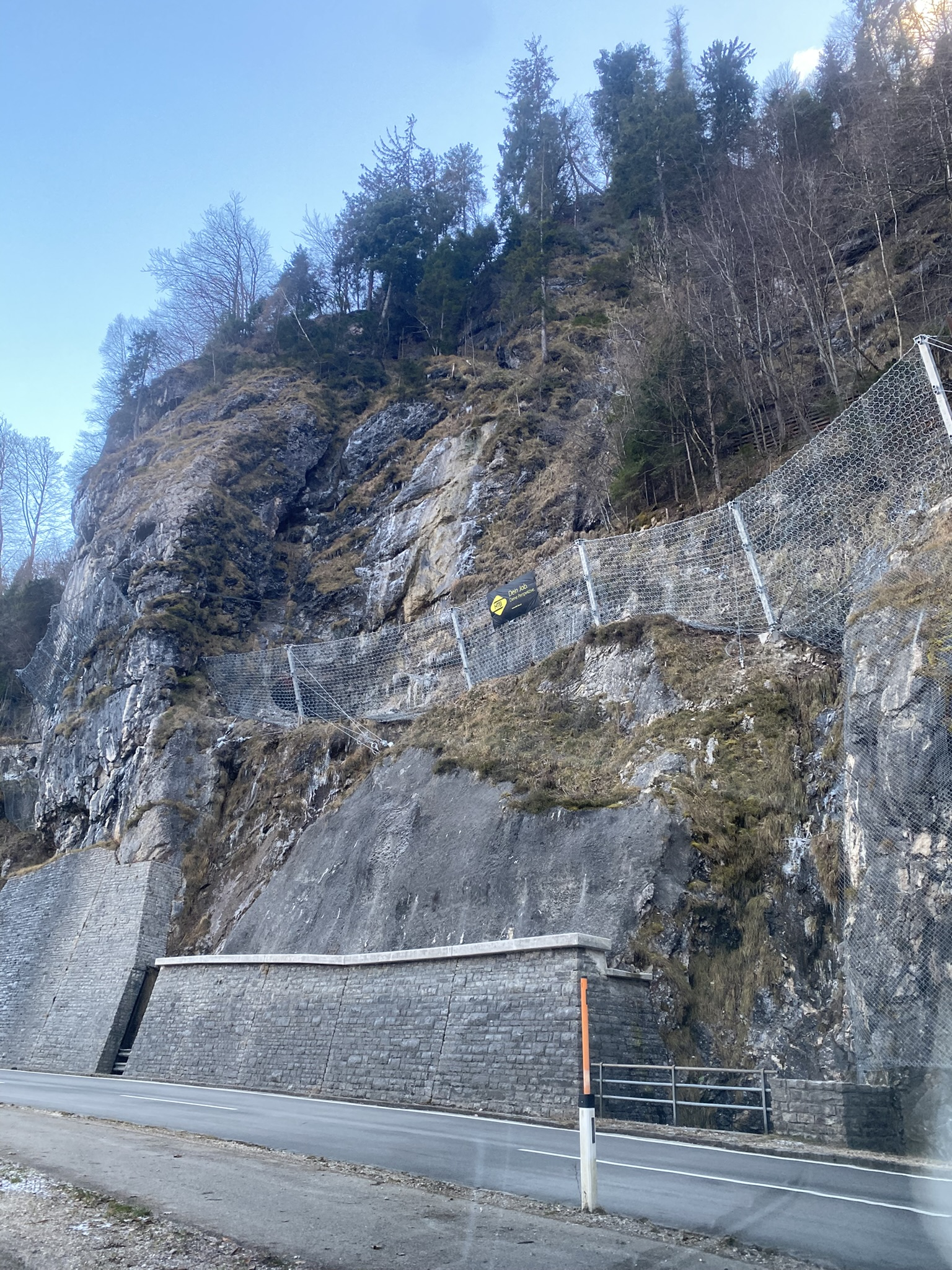
Plomberg-Tunnel Richtung Plomberg, 2024

## Bedeutung
Der Plombergtunnel ist einer von vier, davon drei kurzen Tunneln in diesem Bereich zwischen dem Mondsee und dem Salzburger Wolfgangsee. Zur Überwindung der Scharflinger Höhe (Gemeindegebiet von Sankt Gilgen) war ein Anstieg der Bahntrasse notwendig, und die Bahn untertunnelt an der Stelle einen Ausläufer des Almokogels. Die Bezeichnung hat der Tunnel von der wenige hundert Meter entfernten Ortslage Plomberg.

## Haltestelle Plomberg
Die ehemalige Haltestelle Plomberg stellt eine Besonderheit der Salzkammergut-Lokalbahn dar, da es hier kein offizielles, von der Bahn errichtetes Stationsgebäude gab, wie es sonst für Haltestellen üblich war. Stattdessen diente ein direkt an der Bahnstrecke gelegenes Gasthaus als Haltestelle, das bis heute erhalten geblieben ist. Angesichts der Bedeutung der Bahn für den Tourismus in der Region entschied man sich, bei Gasthäusern in der Nähe der Trasse Zwischenhalte einzurichten. Diese Haltepunkte erfreuten sich großer Beliebtheit, insbesondere bei Urlaubern, die das Angebot der Bahn rege nutzten.
Ein weiteres bemerkenswertes Merkmal war der Streckenabschnitt zwischen den Haltestellen Plomberg und Scharfling, der deutliche Charakteristika einer Gebirgsbahn aufwies. In diesem Abschnitt musste die Bahn eine Steigung von bis zu 25 ‰ überwinden. Die Haltestelle Scharfling lag auf 559 Metern über dem Meeresspiegel, während die Haltestelle Plomberg sich auf 485 Metern befand. Damit wurde auf dieser kurzen Strecke eine Höhendifferenz von 74 Metern bewältigt. Der größte Teil dieser Steigung wurde dabei zwischen der Haltestelle Plomberg und dem Plomberg-Tunnel bezwungen. 

## Technische Beschreibung des Tunnel-Regelprofils
Die Geometrie des Salzkammergut-Lokalbahn-Tunnelprofils basiert auf drei Kreissegmenten mit unterschiedlichen Radien, die an ihren Schnittpunkten fließend ineinander übergehen. Dadurch entsteht eine harmonische Kontur, die statischen und dynamischen Belastungen gleichermaßen standhält. Das Profil ist symmetrisch zur Mittellinie ausgeführt, was eine gleichmäßige Lastverteilung und hohe Stabilität gewährleistet.
Am Tunnelboden wurde eine spitz zulaufende Senke integriert, die als Bettung für die Gleise und den Gleisschotter dient. Diese Vertiefung verbessert nicht nur die Stabilität des Gleisaufbaus, sondern erleichtert auch die Drainage, indem sie das Eindringen und Ableiten von Wasser optimiert, da die Tunnelwände nicht wasserdicht ausgebaut wurden.
Die Tunnelwände bestehen aus exakt aufeinander abgestimmten Natursteinblöcken, die nach dem Prinzip des selbsttragenden Gewölbes verbaut wurden. Diese Bauweise nutzt die einwirkenden Kräfte gezielt zur Selbstverstärkung: Unter Belastung verdichtet sich die Struktur, wodurch sich die Stabilität des gesamten Tunnels erhöht – ein bewährtes Konstruktionsprinzip historischer Ingenieurbauwerke.
Um den Zentrifugalkräften in Kurvenfahrten entgegenzuwirken und den Fahrkomfort zu verbessern, wurde in Kurvenpassagen eine Überhöhung von bis zu 42 mm vorgesehen. Dabei liegt eine Schiene höher als die andere, wodurch sich die auf das Fahrzeug wirkenden Kräfte besser ausgleichen und der Verschleiß der Schienen reduziert wird.
Im technischen Bericht der Salzkammergut-Lokalbahn aus dem Jahr 1890 werden vier Gebirgstypen definiert, denen jeweils ein spezifischer Tunnel-Regelquerschnitt zugeordnet ist.
Typ I wird in festen, nicht verwitternden Gesteinen ohne jeglichen Ausbau ausgeführt.
Typ II sieht eine Ausmauerung der Kämpfer- und Firstbereiche vor, die am Kalottenfuß ansetzt. Diese Bauweise wird empfohlen, wenn die Schichtungen in der oberen Leibung Loslösungen befürchten lassen.
Typ III umfasst eine durchgehende, 0,55 Meter starke Ausmauerung bis zur Sohle. Dieser Querschnitt wird in Gesteinen angewendet, die beim Ausbruch keine Zimmerung erfordern, bei denen jedoch mit Verwitterung oder Ablösungen im Laufe der Zeit zu rechnen ist.

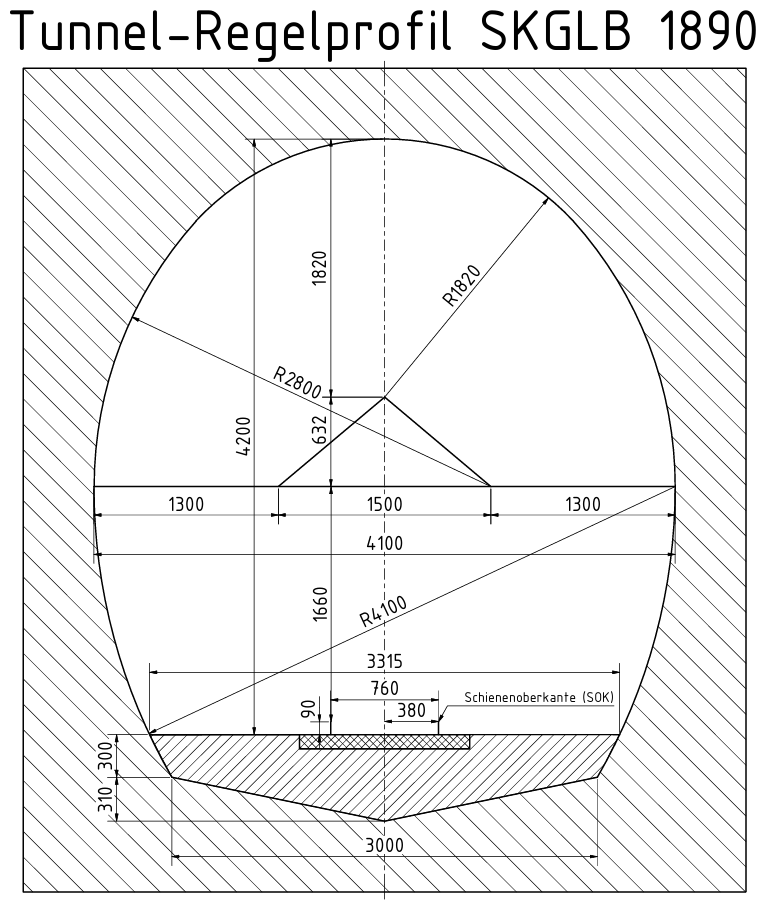
Tunnel-Regelprofil Typ I
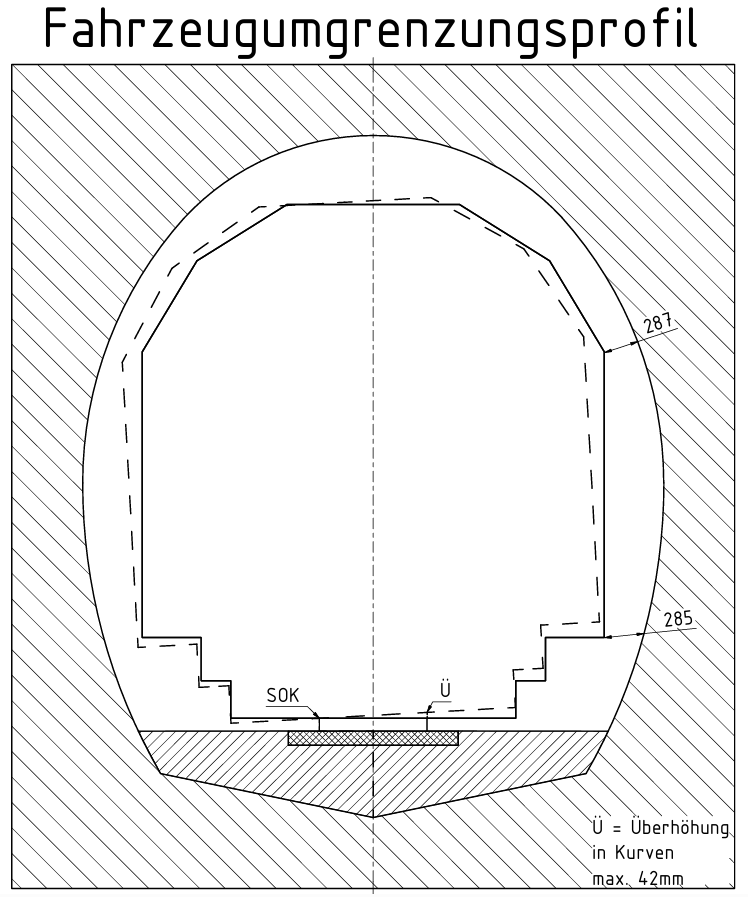
Fahrzeugumgrenzungsprofil Typ I
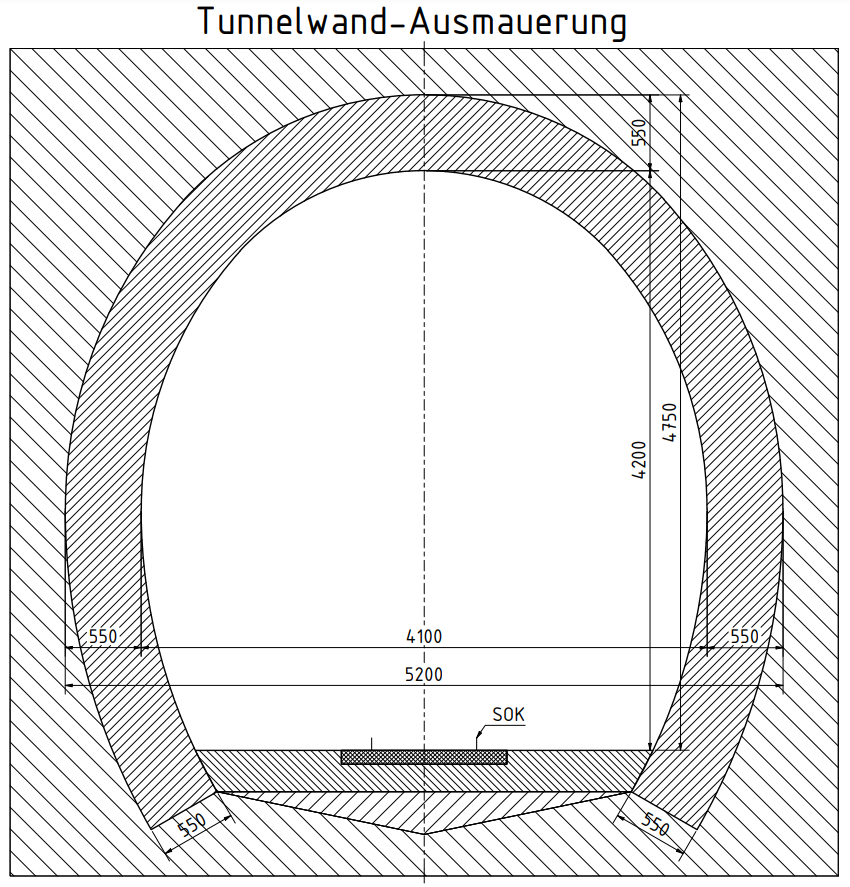
Tunnelwand Ausmauerung Typ III